# 뮌헨 협정

체코슬로바키아의 분할:
1. 주데텐란트가 독일에 병합됨 (1938년 10월)
2. 체코 톄신이 폴란드에 병합됨 (1938년 10월 2일).
3. 헝가리 민족이 거주하는 국경 지역을 헝가리에 병합 (1938년 11월 2일)
4. 카르파티아 산맥의 루테니아인 거주 지역이 헝가리로 흡수됨 (1939년 3월).
5. 1939년 3월 체코의 나머지 영토는 독일의 보호국이 되어 보헤미아·모라비아 보호국이 됨
6. 슬로바키아는 독립국으로 존속.

뮌헨 협정(영어: Munich Agreement, 체코어: Mnichovská dohoda, 슬로바키아어: Mníchovská dohoda, 독일어: Münchner Abkommen, 프랑스어: Accords de Munich, 문화어: 뮨헨 협정 / 뮨헨 공모)은 주데텐란트 영토 분쟁에 관련된 협정으로, 1938년 9월 30일 독일 뮌헨에서 영국, 프랑스, 독일, 이탈리아가 체결했다. 1차 대전 종전 이후 국제연맹은 오스트리아-헝가리 제국을 민족자결주의에 따라 다수의 국민국가로 분할하여 중유럽 문제를 해결하고자 하였으나, 히틀러는 이를 역이용하여 독일민족의 자결과 독일인의 '생활공간'(독일어: Lebensraum) 확보를 요구하였다. 이에 따라 1938년 3월 독일계 국가인 오스트리아를 합병한 독일은 이어 체코슬로바키아에서 독일인 거주자 다수 지역인 주데텐란트 할양을 요구하였다. 이에 양국간 군사적 긴장이 커지자, 또 다른 세계 대전의 발발을 피하고자 했던 영국과 프랑스는 뮌헨 회담을 열어 히틀러의 요구대로 독일이 주데텐란트를 합병하도록 승인하였다.
열강들이 나치 독일에 대한 유화 정책을 폄에 따라 신생국 체코슬로바키아는 당사자임에도 이 회담에서 배제되었다. 오늘날의 체코와 슬로바키아에서는 뮌헨 협정을 뮌헨 늑약(체코어: Mnichovská zrada; 슬로바키아어: Mníchovská zrada)이라고도 부르며 프랑스와 체코슬로바키아의 동맹이 지켜지지 않았기 때문에 뮌헨의 배신(체코어: Mnichovská zrada; 슬로바키아어: Mníchovská zrada)이라고도 부른다. 반면 체코슬로바키아를 제외한 대부분의 유럽 국가들은 뮌헨 협정을 또 다른 대전쟁을 피하는 길이라며 환영하는 분위기가 대세였다.

## 히틀러의 요구
1938년 3월 나치 독일은 오스트리아를 병합했다. 다음은 독일인이 다수 거주하고 있는 체코슬로바키아의 영토인 주데텐란트를 병합할 것이라고 예측되었다. 주데텐란트의 정치인인 콘라트 헨라인이 이끄는 친(親)독일계 정당인 주데텐 독일인당은 독일인이 체코슬로바키아 영토에서 자치권을 행사해야 한다고 주장했지만 히틀러는 체코슬로바키아의 소수 민족인 독일인은 고국 독일에 통합되어야 한다고 선동하였다.
체코슬로바키아는 히틀러 정권 동안 프랑스 정부에 정치적, 군사적 도움을 요청하여 프랑스와 동맹을 맺었다. 프랑스의 에두아르 달라디에 정부는 전쟁에 대해 군사적으로, 정치적으로 준비가 되지 않은 상태였다. 프랑스 정부는 전쟁에 참여하지 않고 위기를 해결하려 하였다. 또한 체코슬로바키아는 소련의 이오시프 스탈린에게 소련이 체코슬로바키아의 방어에 협력해 줄 것을 요구했다. 1935년 프랑스와 소련은 나치 독일의 군사적 위협에 공동으로 대응한다는 내용의 조약을 체결했다.

## 히틀러의 전쟁 계획과 뮌헨 조약
히틀러는 뮌헨 협정에 대해 애매한 태도를 갖고 있었다. 그는 전쟁을 이끌 수 없었다. 한편 히틀러는 전쟁을 원하지 않던 대중과 언론 사이에 "평화의 수호자"라고 칭송받았다.
뉘른베르크에서 제2차 세계 대전이 시작되기 며칠 전에 히틀러는 다음 말을 했다.
"폴란드와의 분쟁이 조만간 일어날 것이라는 것은 확실합니다. (중략) 저는 마지막 순간에 돼지같은 중재안이 나올 까봐 두렵습니다."
1938년 9월, 히틀러는 전쟁을 원하고 있었다. 1945년 2월 마르틴 보어만은 그때 전쟁을 시작하지 않은 것을 후회했다.
"군사적 관점에서, 우리는 1년 일찍 전쟁을 시작했어야 한다고 생각합니다. (중략) 하지만 우리는 아무것도 하지 못했습니다. 영국과 프랑스가 뮌헨에서 우리의 주장을 수용했기 때문입니다."

## 뮌헨 위기
유럽 열강들은 전쟁을 원하지 않았다. 열강은 독일의 군사 능력을 심각한 과대 평가하고 있었다. 영국과 프랑스군이 독일 국방군보다 우세했지만 대규모의 재무장을 하고 있는 독일보다 뒤떨어진다고 생각하였다. 한편 히틀러는 독일군의 힘을 과장하여 유럽 열강과 전쟁을 했을 때 쉽게 승리할 수 있다고 선전했다. 하지만 이탈리아의 베니토 무솔리니는 전쟁을 피하자고 설득하였다. 무솔리니와 이탈리아는 전쟁에 대비되지 않았고, 독일의 급성장에 대해 우려하였다. 독일 군부도 독일군의 실상을 알고 있었고, 전쟁을 피하기 위해 모든 수단을 이용했다.
영국의 총리인 네빌 체임벌린은 9월 15일부터 9월 16일까지 베르히테스가덴에서 히틀러를 만나 히틀러의 양보를 요구했다. 히틀러가 추가적 논의 없이는 군사적 행동을 취하지 않기로 하는 한편, 영국은 내각과 프랑스에 수데텐란트 주민들의 주민투표 결과를 인정하도록 설득하기로 했다. 9월 22일 프랑스의 총리 에두아르 달라디에와 외무장관 조르주 보네(Georges Bonnet)는 런던에서 영국 외교관과 만나 주데텐란트의 인구 50% 이상을 독일에 보내는 것을 수용하기로 하는 합동 성명을 냈다. 체코슬로바키아 정부는 이 제안을 거부했지만 9월 21일 마지못해 수용하기로 했다. 이 제안은 히틀러의 성에 차지 않았고, 9월 22일 고데스베르크(Godesberg)에서 히틀러를 만났을 때 히틀러는 주데텐란트는 독일에 합병되어야 하고, 체코슬로바키아는 9월 28일까지 수데텐란트에서 군대를 철수해야 한다고 주장했다. 체임벌린은 체코슬로바키아에 새로운 제안을 했지만, 영국 내각, 프랑스 정부, 체코슬로바키아 정부는 체임벌린의 제안을 거부했다.
9월 23일, 새 체코슬로바키아 정부의 얀 시로비는 총동원령을 내렸고, 1백만 명 이상에 달하는 완전히 무장된 군인들이 독일의 공격에 대비하였다. 9월 24일, 프랑스는 제1차 세계 대전 이후 처음으로 부분적 동원령을 내렸다. 전쟁을 피하기 위한 마지막 시도로, 체임벌린은 4강 회의 개최를 제안했다. 전쟁을 피하려는 체임벌린의 생각에 따라 히틀러, 체임벌린, 달라디에와 무솔리니는 뮌헨에서 회담을 가졌다.

## 합의안

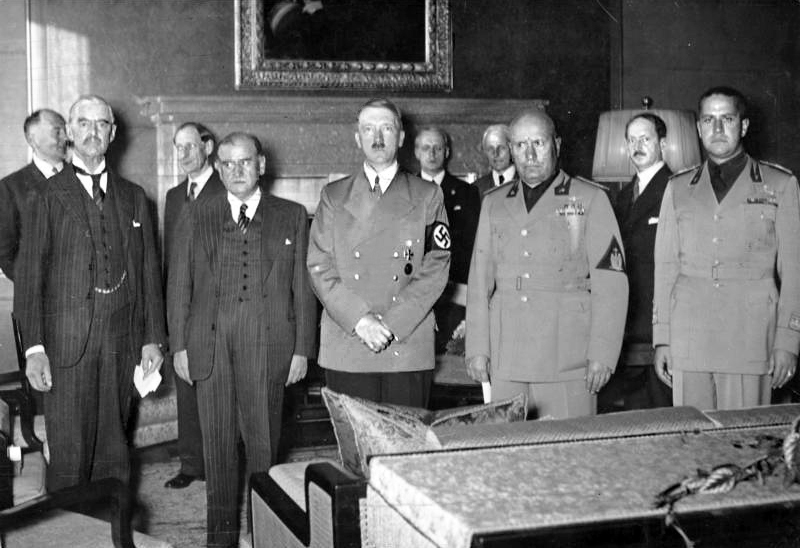
뮌헨협정 체결자들 왼쪽부터: 네빌 체임벌린, 에두아르 달라디에, 히틀러, 무솔리니, 그리고 갈레아초 치아노

협상은 9월 29일에 접점에 다다랐다. 아돌프 히틀러와 네빌 체임벌린, 베니토 무솔리니와 에두아르 달라디에는 뮌헨 협정에 서명하였다. 이 협정은 고데스베르크에서의 제안과 거의 같은 내용이었다. 주데텐란트는 10월 10일까지 독일군이 점령을 완료할 예정이었고, 기타 분쟁 지역은 국제 위원회가 미래를 결정하기로 하였다.
체코슬로바키아는 이로써 국가방위능력을 상실하고 전체 국토의 30%를 잃고, 500만 명의 인구를 잃었다. 이러한 모든 것은 국제법 위반이며 국내법적으로도 위헌이었다.
회담 다음날인 1938년 9월 30일, 영국에 돌아온 체임벌린은 런던 시민들 앞에서 히틀러와의 협정으로 "우리 시대를 위한 평화"(peace for our time)를 지켜냈다고 연설한다. 그러나 6개월 후 독일은 체코슬로바키아를 완전 병합하여 협정을 파기하고, 1939년 9월에는 폴란드까지 침공하여 제2차 세계대전이 발발한다.

## 같이 보기
- 주데텐란트